# Griend
Griend è un'isola dei Paesi Bassi situata nel Mare dei Wadden.

## Geografia
Fa parte della municipalità di Terschelling nella provincia della Frisia. Geograficamente l'isola fa parte dell'Arcipelago delle Isole Frisone Occidentali situata a nord del paese. L'isola è situata a 12 km a sud dell'isola di Terschelling.

## Storia
Nel medioevo, l'isola era abitata e su di essa vi si trovavano un villaggio fortificato e un monastero. A causa della continua erosione delle coste Griend divenne sempre più piccola fino a che, nel 1287, il villaggio fu quasi completamente distrutto quale conseguenza dell'inondazione di Santa Lucia. Il villaggio fu abbandonato e da allora fino al diciottesimo secolo, Griend era abitata da alcuni contadini che costruirono le proprie case su colline artificiali. Intorno al 1800, Griend aveva ancora un'area di 0.25 km², ma l'isola si muoveva in direzione sud-est alla velocità di 7 metri l'anno. L'isola, all'epoca, era completamente abbandonata ma era utilizzata dagli abitanti di Terschelling come zona di pascolo per le pecore e di raccolta del fieno e di uova di gabbiano e sterna destinate al consumo alimentare.
Nel 1916, il diritto di pascolo sull'isola fu acquistato dalla Vereniging Natuurmonumenten, un'associazione dedita alla protezione della natura, la quale cercò anche di prevenire la raccolta di uova a difesa delle colonie di uccelli. Dopo la costruzione dell'Afsluitdijk, completata nel 1933, si ebbe un'accelerazione dell'erosione delle coste. Comunque l'isola sopravvive a giorni d'oggi, sebbene più piccola e spostata più a sud-ovest rispetto alla localizzazione del medioevo. Nel 1990 sono state create alcune dighe di protezione delle coste e, da allora, la superficie dell'isola ha iniziato ad aumentare.

## Fauna
Nell'isola di Griend, con 10 000 coppie di uccelli che vi nidificano, è presente la più grande colonia di beccapesci dell'Europa occidentale. Sull'isola si trovano anche la sterna comune, la sterna artica, l'eredone comune, la volpoca, la beccaccia di mare, la pettegola e, occasionalmente, il gufo di palude. Con la costruzione della diga è stato accidentalmente introdotto sull'isola il topo selvatico.